# Choi Jeongrye
Pour les articles homonymes, voir Choi.
Dans ce nom coréen, le nom de famille, Choi, précède le nom personnel.
Choi Jeongrye (en hangeul : 최정례) est une poétesse sud-coréenne née en 1955 et morte le 16 janvier 2021. 

## Biographie
Choi Jeong-rye est née près de Séoul en 1955. Elle a étudié la poésie coréenne à l'université de Corée et a obtenu son doctorat dans la même université,. Elle a participé au programme GTI (Programme d'écriture international) en tant que poète de l'université de l'Iowa en 2006 et a passé une année à l'université de Californie à Berkeley comme écrivain en résidence en 2009. Ses poèmes ont été publiés dans des revues anglophones comme Free Verse, Iowa Review, World Literature Today, ainsi que dans diverses revues littéraires japonaises. Elle a enseigné comme chargée de cours à l'université Goryeo.
Choi Jeongrye meurt le 16 janvier 2021 à l'âge de 65 ans.

## Œuvre
Les poèmes de Choi tirent leur origine généralement d'une profonde contemplation du temps et de la mémoire. Pour Choi, le processus d'identification du moi pris dans les fragments de temps et de la mémoire est un outil pour comprendre également les autres et le monde en général. Ce qui ressort finalement de son exploration des souvenirs est le sentiment de vide et de solitude qui constitue le cœur même de l'existence. 
Travaillant essentiellement sur la relation entre la mémoire et le présent, le langage poétique de Choi est simple mais intense, elle refuse résolument tout sentimentalisme ainsi que les conventions dans ses récits. Les mots simples utilisés dans les conversations de tous les jours deviennent familiers dans sa poésie, créant des moments de perspicacité et de lucidité qui révèlent la tristesse et la douleur de la vie. Les expériences quotidiennes enlacées avec des fragments de souvenir oublié révèlent la vacuité de la vie et détruisent l'idée du moi comme un être solide clairement défini. En dépit de ces sujets relativement sombres, la langue de Choi reste néanmoins dynamique et pleine de vie.  
Choi a reçu plusieurs prix, dont le prix Yi-su en 2003, le prix de littérature contemporaine (Hyundae Munhak) en 2007 et le prix littéraire Baekseok en 2012. 

## Distinctions
- 2003 : Prix Yi-su
- 2007 : Prix de la littérature contemporaine (Hyundae Munhak)
- 2012 : Prix littéraire Baekseok